# Alvin Tehau
Alvin Tehau (Faa'a, 10 aprile 1989) è un calciatore francese nato a Tahiti, attaccante del Tefana.

## Vita privata
È gemello di Lorenzo Tehau, fratello di Jonathan Tehau e cugino di Teaonui Tehau, tutti calciatori della Nazionale tahitiana.

## Carriera

### Club
A partire dal 2010 ha giocato complessivamente 10 partite, segnando anche 4 gol, nella OFC Champions League. Nel 2011 ha giocato per un breve periodo nella squadra belga del Bleid.

### Nazionale
Nel 2010 ha giocato 3 partite con la Nazionale Under-20 di Tahiti; lo stesso anno esordisce con la Nazionale maggiore, e il 1º giugno 2010 segna una doppietta contro Samoa in una partita valida per le Qualificazioni ai Mondiali del 2014. Dopo aver partecipato nel 2012 alla vittoria della Coppa d'Oceania, nel 2013 gioca da titolare nella Confederations Cup sia contro la Nigeria che contro la Spagna.

## Palmarès

### Club
- Tahiti Division Fédérale: 1

2010

### Nazionale
- Coppa d'Oceania: 1

2012